# Bołtuniszki
Bołtuniszki (lit. Baltūniškė) – wieś na Litwie, w okręgu uciańskim, w rejonie święciańskim, w gminie Hoduciszki.

## Historia
W czasach zaborów wieś w gminie Huduciszki, w powiecie święciańskim, w guberni wileńskiej Imperium Rosyjskiego. W 1905 roku liczyła 70 mieszkańców, 82 dziesięciny.
W dwudziestoleciu międzywojennym wieś leżała w Polsce, w województwie wileńskim, w powiecie święciańskim, w gminie Hoduciszki.
W 1931 w 16 domach zamieszkiwało 78 osób.
Od 1990 roku na niepodległej Litwie.